# Giusto Recanati

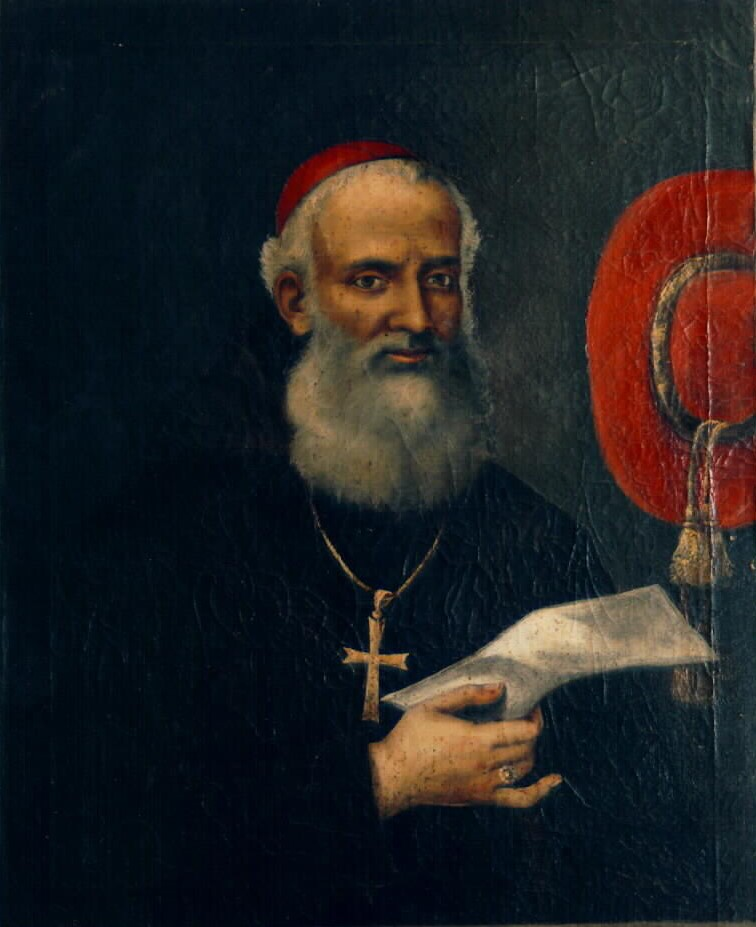
Giusto Kardinal Recanati OFMCap

Giusto da Camerino Recanati OFMCap (* 9. August 1789 in Camerino als Vincenzo Benedetto Giuseppe Recanati; † 17. November 1861 in Rom) war ein italienischer Ordensgeistlicher und Kardinal.

## Leben
Er studierte am Seminar von Camerino und trat am 8. Dezember 1803 im Konvent von Cingoli mit dem Ordensnamen Giusto da Camerino in den Kapuzinerorden ein. Die Priesterweihe empfing er am 22. Februar 1812. Nach der französischen Besatzung des Kirchenstaates gehörte Giusto Recanati dem Konvent von Fabriano an und lehrte viele Jahre Philosophie und Theologie am Konvent von Iesi. Am 30. September 1843 wurde er Präsident des Missionskollegs der Kapuziner in Rom. Ab dem 12. November 1843 war er Konsultor der Kongregation für die Bischöfe und Regularen, ferner ab dem 8. Juni 1844 Konsultor der Kongregation der Propaganda Fide sowie ab dem 26. März 1847 der Kongregation der Inquisition.
Am 3. Juli 1848 wurde Giusto Recanati zum Titularbischof von Tripolis in Phoenicia ernannt. Die Bischofsweihe spendete ihm am 9. Juli desselben Jahres Kardinal Antonio Francesco Orioli; Mitkonsekratoren waren die Erzbischöfe Girolamo d’Andrea und Domenico Lucciardi. Am 22. August 1848 wurde Giusto Recanati zum Apostolischen Administrator des Bistums Senigallia bestimmt. Seine Ernennung zum Päpstlichen Thronassistenten erfolgte am 13. Januar 1852.
Papst Pius IX. erhob Giusto Recanati im Konsistorium vom 7. März 1853 zur Kardinalswürde. Als Kardinalpriester erhielt er den Kardinalshut und die Titelkirche Santi XII Apostoli am 10. März desselben Jahres.
Acht Jahre später starb Kardinal Recanati in Rom und wurde nach den Trauerfeierlichkeiten in seiner Titelkirche am 21. November 1861, an denen auch Papst Pius IX. teilnahm, gemäß seiner letztwilligen Verfügung in der Kapuzinerkirche Santissima Concezione in Rom beigesetzt.